# Nitroformiate d'hydrazinium
Le nitroformiate d'hydrazinium (HNF) est un sel d’hydrazine et de nitroforme (trinitrométhane),. Il a la formule moléculaire [H2NNH3]+[C(NO2)3]− et est soluble dans la plupart des solvants.
Le nitroformiate d'hydrazinium est un oxydant énergétique. Des recherches sont menées par l’Agence spatiale européenne pour étudier son utilisation dans les propergols solides pour fusées,. Il peut produire des carburants qui brûlent très rapidement, et avec une efficacité de combustion très élevée. Sa haute densité énergétique conduit à des propulseurs à haute impulsion spécifique. Il s’agit actuellement d'un produit chimique de recherche coûteux disponible uniquement en quantités limitées. Un inconvénient du HNF est sa faible stabilité thermique.